# Thai Airways International
A Thai Airways International (IATA: TG, ICAO: THA, Hívójel: THAI)(Thai:การบินไทย) Thaiföld nemzeti légitársasága, központja a 2006-ban átadott Szuvarnabhumi nemzetközi repülőtér. Alapító tagja a Star Alliance légiszövetségnek. A Thai Airways Bangkokot New Yorkkal illetve Los Angelesszel összekötő járatai a leghosszabb közvetlen járatok közé tartoznak.

## A légitársaság története
A Thai Airways International a Scandinavian Airlines System (30%-os részesedés) és a Thai Airways Company (Thai: เดินอากาศไทย) közös vállalkozásaként indult. Az első gépük 1960. május 1-jén emelkedett a magasba. 1977. április 1-jén azonban a SAS maradék 15%-os részesedését is felvásárolta az állam, így teljes mértékben állami tulajdonba került a cég. Tizenegy évvel később ugyanezen a napon a két thaiföldi légifuvarozó összeolvadt, és megtartotta Thai Airways International nevet.
2005 augusztusában felfüggesztették Kanok Abhiradee vezérigazgatót, a június 30-án veszteséggel zárt pénzügyi év miatt. A felfüggesztést követően felkérték Somchainuk Engtrakul vezetőségi tagot, hogy vizsgálja felül Kanok felelősségét. 2006 áprilisában új vezérigazgatót nevezett ki a cég.
Mivel a legtöbb turista Európából érkezik, a Thai Airways csak kevés járatot indít Észak-Amerikába, és azokat is a Lufthansával közösen. Az Airbus A340-500 érkezésével a cég arculatot is váltott az egyenruhától kezdve a logóig.
2005. május 1-jén elindították a közvetlen Bangkok–New York-járatot (TG790/791) az új A340-500-assal. Az út közel 17 órás, és átrepül az Északi-sark felett.

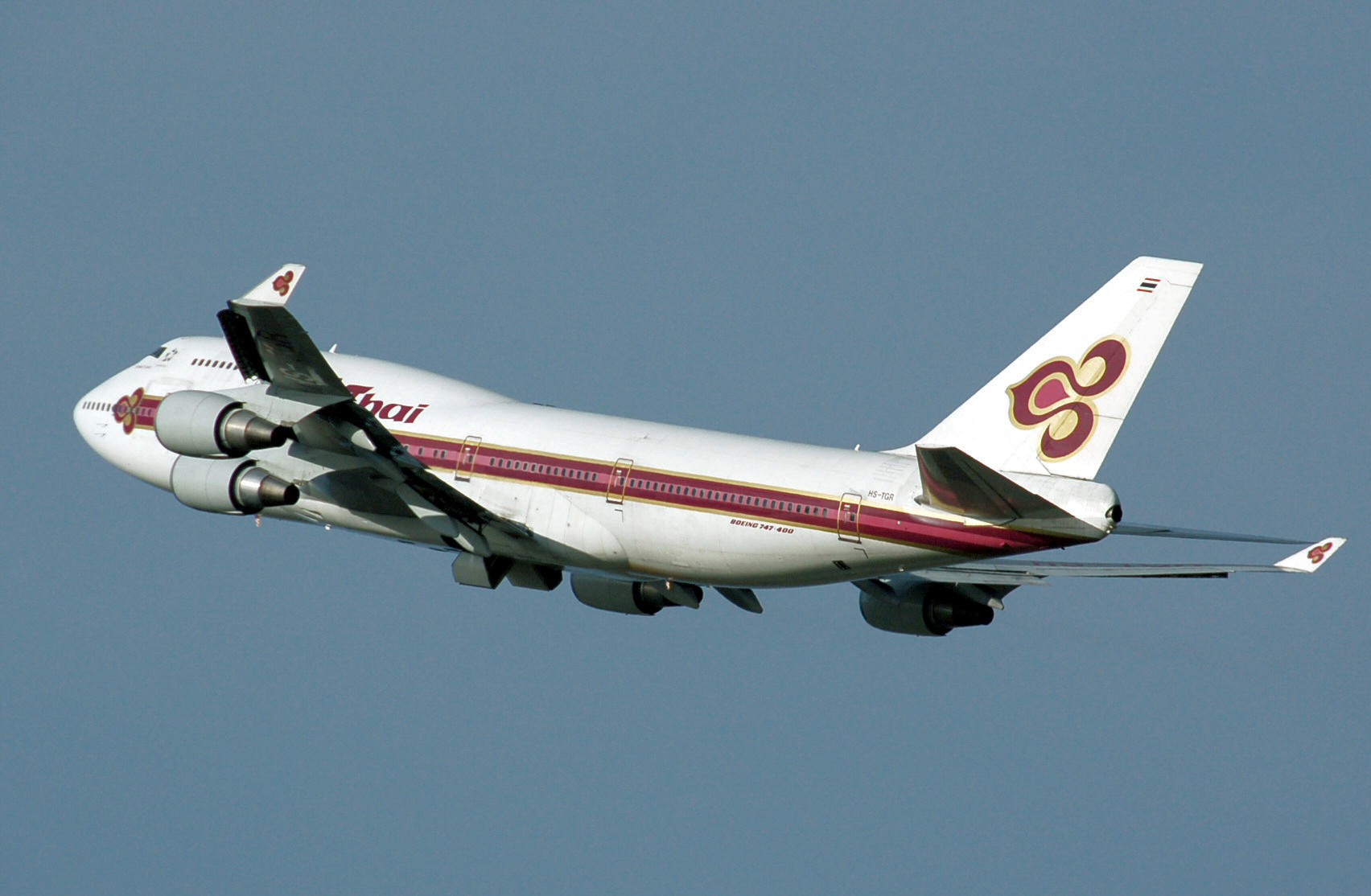
Thai Airways International Boeing 747-400 (régi festés)

A nagyjából 16,5 órás. megszakítás nélküli Bangkok–Los Angeles járat (TG794/795) 2005. december 2-án indult, szintén A340-500-sal, és a régi TG774/775 (Los Angeles–Oszaka–Bangkok, illetve vissza) járatot hivatott helyettesíteni.
2006. Júniusban a Thai International Airlines megkapta a Skytrax 'világ legjobb utaskísérőinek járó díját'. A légitársaság heti három alkalommal üzemeltet közvetlen járatot a Bangkok–Johannesburg útvonalon, 2006. október óta Airbus A340-600-sal.
2006. szeptember 28-án hajnali 1:45-kor a Sanghajba tartó TG662-es járat volt az utolsó Thai Airways-gép, mely a régi Don Mueang repülőtérről szállt fel. Pár órával később, hajnali 4:45-kor a TG613 (Delhiből) volt az első Thai Airways-gép, mely landolt az új Szuvarnabhumi repülőtéren. 2017-ben a légitársaság elindította közvetlen járatát Bécsbe (Boeing 787-esekkel), ezzel kaput nyitva Közép-Európa felé.

## Flotta

## Helymegosztási megállapodások
| - Air Canada - Air India - Air New Zealand - All Nippon Airways - Air Macau - Asiana Airlines - Austrian Airlines - Bangkok Airways - Brussels Airlines - EgyptAir - El Al - Emirates - EVA Air - Gulf Air | - Lao Airlines - Lufthansa - Malaysia Airlines - Oman Air - Pakistan International Airlines - Royal Brunei Airlines - Scandinavian Airlines - Shenzen Airlines - Singapore Airlines - Swiss International Air Lines - TAP Portugal - Thai Smile (leányvállalat) - Turkish Airlines - United Airlines |

### Járatszámok
- TG 0XX : Északkelet-Thaiföld
- TG 1XX : Észak-Thaiföld
- TG 2XX : Dél-Thaiföld
- TG 3XX : Dél-Ázsia és Mianmar
- TG 4XX : Délkelet-Ázsia, kivéve Mianmar és Indokína, valamint a Fülöp-szigetek
- TG 5XX : Közel-Kelet és Pakisztán
- TG 60X – TG 67X : Kelet-Ázsia és a Fülöp-szigetek
- TG 68X – TG 69X : Indokína
- TG 7XX : Amerika és Afrika
- TG 8XX : Speciális járatok
- TG 90X – TG 97X : Európa
- TG 98X – TG 99X : Ausztrália és Új-Zéland
- TG 1xxx : Belföldi járatok a bangkoki Don Müang nemzetközi repülőtérről